# Uma Modesta Proposta

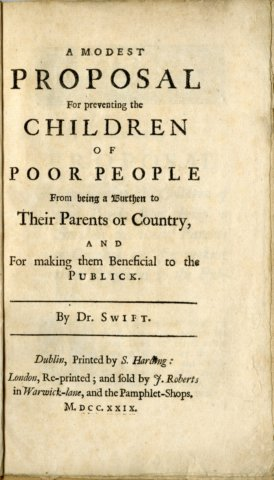
Imagem da capa de 'Uma modesta proposta', publicada em 1729.

A Modest Proposal: For Preventing the Children of Poor People in Ireland from Being a Burden to Their Parents or Country, and for Making Them Beneficial to the Public [sic], geralmente citado apenas como A Modest Proposal (Para impedir que os filhos das pessoas pobres da Irlanda sejam um fardo para os seus progenitores ou para o país, e para torná-los proveitosos ao interesse público ou Uma Modesta Proposta), é um panfleto satírico escrito por Jonathan Swift em 1729. A obra tornou-se hoje um dos paradigmas da sátira e a frase corrente "uma modesta proposta" provém dela.

### Outras obras do autor
- (em inglês)-Swift Obras de Jonathan Swift (em inglês) no Projeto Gutenberg